# Cas de Marez Oyens
Caecilia (Cas) de Marez Oyens (Hengelo (Overijssel), 11 april 1954 - 15 augustus 2000) was een Nederlands musicienne.
Ze was dochter van componistenechtpaar Gerrit Hendrik de Marez Oyens en Woltera Gerarda Wansink.
Ze kreeg een opleiding tot harpiste en zangeres. Ze zong bijvoorbeeld in 1980 bij "Seven singers and a horn" van Nedly Elstak met onder andere Willem Breuker en speelde in 1981 harp op het podium van het Bimhuis met drummer Martin van Duynhoven. Ze werd bekender als stemkunstenaar. Daarbij zong ze de sopraanstem in liederen van componisten binnen de Klassieke muziek uit de 20e eeuw met het ASKO Ensemble (1983) en hield ze poëzievoordrachten. Ze was te zien in de film Sostenu'to van Armand Perrenet, die er een Gouden Kalf voor kreeg.